# Rhaphidophora parvifolia
Rhaphidophora parvifolia — вид квіткових рослин із родини Araceae, роду Rhaphidophora. Це ліана, рідним ареалом якої є Молуккські острови.